# Dakhlet Nuadibu
Dakhlet Nouadhibou (Árabe: داخلة نواذيبو) é uma região da Mauritânia. Sua capital é a cidade de Nuadibu.

## Limites
Dakhlet Nuadibu faz divisa com o Saara Ocidental a norte, com a região de Inchiri a leste e com o oceano Atlântico a oeste.

## Departamento

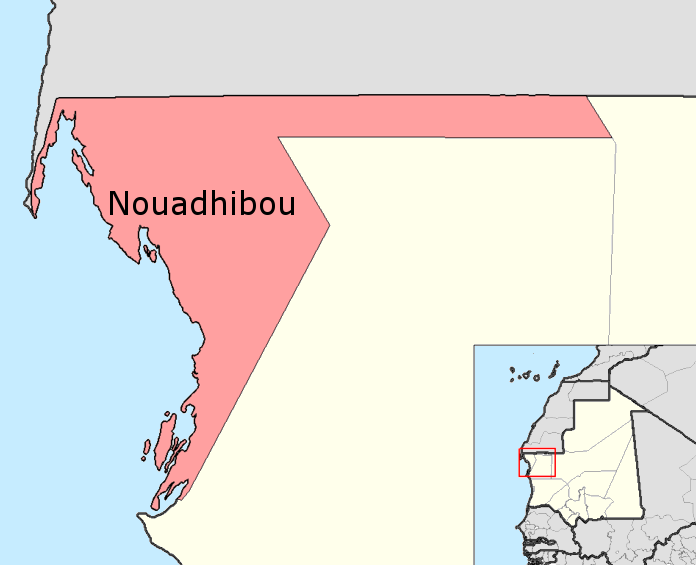
Departamento de Dakhlet Nuadibu.

A  região possui um único departamento: Dakhlet Nuadibu

## Demografia
| 2000   | 2011   |
| 268220 | 345076 |